# Nicolas Douchez
Nicolas Douchez (* 22. duben 1980, Rosny-sous-Bois) je bývalý francouzský fotbalový brankář. Je odchovancem CSL Aulnay. Ve francouzské nejvyšší soutěži začal chytat v roce 2006 za Toulouse FC, pak působil ve Stade Rennais FC, s nímž byl jedním z vítězů Poháru Intertoto 2008. Byl také povolán do francouzské reprezentace, nenastoupil však k žádnému zápasu. Od roku 2011 byl hráčem Paris Saint-Germain FC, s nímž získal mistrovský titul v letech 2013, 2014, 2015 a 2016 jako náhradník (brankářskou jedničkou byl Salvatore Sirigu). Pak působil v RC Lens, kde byl v roce 2017 vyhlášen nejlepším gólmanem druhé francouzské ligy, a kariéru ukončil v roce 2019 jako hráč Red Star FC.